# Pipiza tuvinica
Pipiza tuvinica är en tvåvingeart som beskrevs av Violovitsh 1987. Pipiza tuvinica ingår i släktet gallblomflugor, och familjen blomflugor. Inga underarter finns listade i Catalogue of Life.